# Adolf von Winterfeld

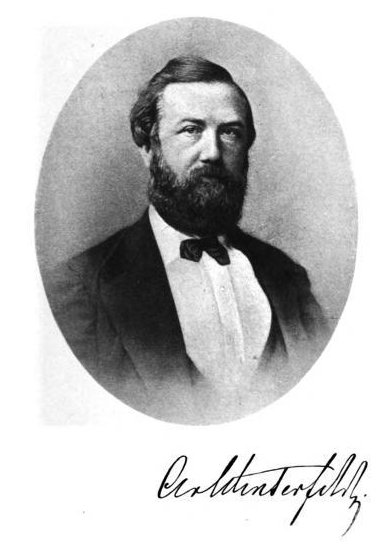
Adolf von Winterfeld

Adolf Wilhelm Ernst von Winterfeld, född den 9 december 1824, död den 8 november 1889, var en tysk skämtförfattare och översättare.
von Winterfeld var preussisk kyrassiärofficer 1844-53 och idkade därefter ett mångsidigt skriftställen och företog resor i alla europeiska länder. Han fick 1861 titeln kammarherre. von Winterfeld översatte diktverk av Bellman (ett urval under titeln "Der schwedische Anakreon", 1856), Wessel, Burns, Poe med flera. 
Bäst bland hans egna arbeten är Garnisonsgeschichten (på vers, 1859; 4:e upplagan 1877), de komiska romanerna Der stille Winkel (1865, 2:a upplagan 1879; "En stilla vrå", 1890) och Die Ehefabrikanten (1866; "Äktenskapsmäklerskan", 1868) samt lustspelet Der Winkelschreiber (1868). Det senare var baserat på Phormio av Terentius och blev i sin tur förlaga för Advokaten Knifving, översatt till svenska av Frans Hedberg 1870.
För övrigt utvecklade von Winterfeld en så stark produktivitet, att hans komik ofta blev ansträngd och banal. Utom en mängd komiska soldathistorier skrev han ytterligare Geheimnisse einer kleinen Stadt (1863; 2:a upplagan 1880), Ein gutmüthiger Mefisto (1868; 2:a upplagan 1882), Der rasende Roland (1887) med mera.